# Wiskiauten
Wiskiauten är ett gravfält från vikingatiden, från omkring åren 800–1050, nära byn med samma namn (efter  1945 Mochowoje ; ryska Моховое) i nuvarande ryska Kaliningrad oblast. Gravfältet som har typiska östskandinaviska drag utforskades 1932 genom en gemensam tysk-svensk utgrävning i området som då tillhörde Ostpreussen.
Av allt att döma hade det ursprungligen funnits minst 500 gravhögar jämte flatmarksgravar, men hösten 1932 då utgrävningen hölls rymde gravfältet cirka 215 högar, med en bottendiameter mellan några få meter till tolv meter och med en höjdnivå mellan en obetydlig höjd till cirka 1,5 meter. Bristfälliga och amatörmässiga utgrävningar hade skett på platsen alltsedan 1870-talet, men i början av 1930-talet ville man göra en längre och seriös utgrävning, vilket innefattade undersökningar av bland annat ett trettiotal högar. Utgrävningen sträckte sig från början av september in i oktober. Det var de tyska professorerna Carl Engel och Peter Paulsen, samt chefen för Prussia-museet i Königsberg vid namn Wilhelm Gaerte som hade inbjudit svenska arkeologkollegor att delta, i vars skara inräknades bland andra Birger Nerman, Ingemar Atterman och Jan Erik Anderbjörk. Inbjudan till svenskarna hade gått till dem på grund av man sedan tidigare visste att gravinnehållet var östskandinaviskt till sin karaktär. Pruserna som bodde i Samland, vilket denna del av Ostpreussen kallades under vikingatiden, hade inte denna gravkultur och här vid inloppet till en av de vattenledda huvudvägarna in i Ryssland hade vikingarna grundat en befäst punkt som man höll i cirka 200 år. Utgrävningsresultatet 1932 visade att det var ett garnisonsliknande samhälle som uppförts vid Wiskiauten, då de flesta gravarna var mansgravar och innehöll ofta vapen, endast ett par gravar kunde bestämmas som kvinnogravar och en enda som en barngrav. Alla var från tidsperioden cirka 800 till cirka 1000 e.Kr.